# Delos coresia
Delos coresia är en snäckart som först beskrevs av Gray 1850.  Delos coresia ingår i släktet Delos och familjen Rhytididae. Inga underarter finns listade i Catalogue of Life.